# Vytautas Sakalauskas
Vytautas Vytautowitsch Sakalauskas (* 24. April 1933 in Kaunas; † 29. Mai 2001 in Vilnius) war ein sowjetlitauischer Politiker, Mitglied der Kommunistischen Partei Litauens (Lietuvos Komunistų Partija) und ehemaliger Vorsitzender des Ministerrates der Litauischen SSR.

## Leben
1957 und 1964 absolvierte Sakalauskas das Diplomstudium am Kauno politechnikos institutas und arbeitete danach als Ingenieur.
Von 1959 bis 1963 leitete er den Staatsbetrieb Priekalas. Von 1983 bis 1984 arbeitete Sakalauskas als erster Vizepremierminister im Obersten Sowjet der Litauischen SSR. Am 18. Januar 1985 wurde er als Nachfolger von Ringaudas Bronislovas Songaila Vorsitzender des Ministerrates der Litauischen SSR. Dieses Amt behielt er bis zur Erklärung der Unabhängigkeit Litauens von der UdSSR am 17. März 1990. 1990 bis 1992 war er in der sowjetischen Botschaft in Mosambik tätig.